# Centre Saint-Guillaume
Pour les articles homonymes, voir CSG.
Le Centre Saint-Guillaume (CSG) est l'aumônerie catholique, un lieu de vie et de pratique de la foi, des étudiants de Sciences Po Paris. Il s'agit d'une association loi de 1901, reconnue par Sciences Po.
Depuis la rentrée 2023-2024, les étudiants sont accompagnés par trois aumôniers :  Benoît de Maintenant, SJ ; Sabine Algrin SFX ainsi que Rodrigo Sanz Ocaña, SJ. C’est une équipe d'étudiantes et d'étudiants de diverses promotions qui animent ce lieu et y organisent de nombreuses conférences.

## Historique
Le centre Saint-Guillaume a été créé le 28 juin 1962 sous la forme juridique d'une association loi de 1901, pour prendre la suite de la Conférence Olivaint, qui s'est sécularisée. Elle est animée par la Compagnie de Jésus (jésuite). Son objet est de « donner à tous les étudiants de l'institut d'études politiques de l'université de Paris une formation culturelle et morale ».
Il est déjà très actif en 1968,.

## Activités

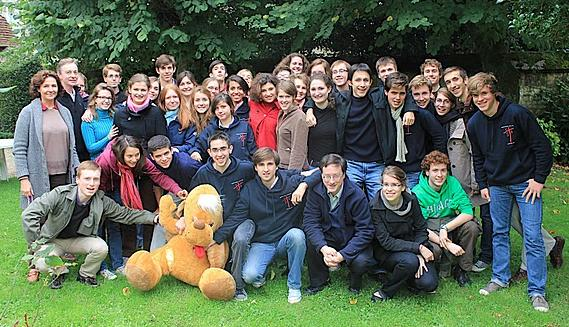
Photo prise à l'issue du WEI du CSG d'octobre 2010

Située au 42 bis, rue de Grenelle à quelques pas de Sciences Po, l'aumônerie est ouverte durant la journée entre 8h et 19h. Les étudiants, croyants ou non, sont invités à passer pour se reposer, prendre un café ou un thé, travailler, discuter, rencontrer un aumônier ou prendre un moment d'oraison. Chaque jeudi soir, une messe est célébrée, suivie d'un dîner et d'une soirée dans les locaux de l'aumônerie.
Les étudiants rédigent la revue théologique Kérygme depuis 2010, devenue un podcast participatif.